# 악동탐정스
《악동탐정스》는 2017년 9월 12일부터 2017년 9월 28일까지 네이버TV를 통해서 배포하는 웹 드라마이다.

## 등장인물
- 옥진경 역 : 김남주
- 설오성 역 : 안형섭 (아역 : 이강인)
- 표한음 역 : 유선호 (아역 : 김준혁)

시즌 1
- 한유건 역 : 이승형
- 하명철 역 : 최종훈
- 장윤지 역 : 허은정
- 민태희 역 : 김소영
- 강준영 역 : 도승빈
- 리더 역 : 문규민
- 연습생 1 역 : 배준모
- 연습생 2 역 : 김성현
- 여학생 3 역 : 이상미
- 여학생 1 역 : 정유진
- 여학생 2 역 : 한가온
- 정다은 역 : 배규리
- 박감독 역 : 이범찬
- 관리소장 역 : 유한준
- 김민지
- 김지희
- 강보라
- 최세린
- 임건혁
- 장하민
- 김원식
- 김근수
- 슬기 역 : 이수민 (특별 출연)
- 뉴스 앵커 : 김현경 (목소리 출연)

시즌 2
- 이인규 역 : 병헌
- 류지성 역 : 김태민
- 이명재 역 : 이광연
- 정수환 : 류지
- 노동욱 역 : 화랑
- 윤민지 역 : 김누리
- 오찬영 역 : 장문복
- 김미정 역 : 이진나
- 이재문 역 : 최경훈
- 마도카 역 : 이빛나
- 류지 역 : 정순환
- 양세진 역 : 김가연
- 조명훈 역 : 윤용빈
- 정진일 역 : 정민규
- 자란/여학생 1 역 : 이유나
- 여학생 2 역 : 최하영
- 여학생 3 역 : 아영아
- 한명화/카페알바 역 : 신재우
- 노비 역 : 윤성민
- 궁녀 역 : 정수지
- 경찰청장 역 : 전우재
- 궁녀댄스팀 역 : 플라이위드미
- 연구소장 역 : 김신형 (우정 출연)

## 방영 목록
| #      | # | 부제              | 공개일          | 링크 |
| ------ | - | ----------------- | --------------- | ---- |
| Part.1 | 1 | 강준영 실종사건   | 2017년 9월 12일 |      |
| Part.1 | 2 | 강준영 실종사건   | 2017년 9월 13일 |      |
| Part.1 | 3 | 강준영 실종사건   | 2017년 9월 14일 |      |
| Part.2 | 1 | 스타탄생 사기사건 | 2017년 9월 19일 |      |
| Part.2 | 2 | 스타탄생 사기사건 | 2017년 9월 20일 |      |
| Part.2 | 3 | 스타탄생 사기사건 | 2017년 9월 21일 |      |
| Part.3 | 1 | 황제지보 도난사건 | 2017년 9월 26일 |      |
| Part.3 | 2 | 황제지보 도난사건 | 2017년 9월 27일 |      |
| Part.3 | 3 | 황제지보 도난사건 | 2017년 9월 28일 |      |

| #      | # | 부제              | 공개일          | 링크 |
| ------ | - | ----------------- | --------------- | ---- |
| Part.1 | 1 | 어린왕자 댓글사건 | 2018년 9월 19일 |      |
| Part.1 | 2 | 어린왕자 댓글사건 | 2018년 9월 20일 |      |
| Part.1 | 3 | 어린왕자 댓글사건 | 2018년 9월 21일 |      |
| Part.1 | 4 | 어린왕자 댓글사건 | 2018년 9월 26일 |      |
| Part.1 | 5 | 어린왕자 댓글사건 | 2018년 9월 27일 |      |
| Part.1 | 6 | 어린왕자 댓글사건 | 2018년 9월 28일 |      |
| Part.2 | 1 | 궁궐애사 추리공방 | 2018년 10월 3일 |      |
| Part.2 | 2 | 궁궐애사 추리공방 | 2018년 10월 4일 |      |
| Part.2 | 3 | 궁궐애사 추리공방 | 2018년 10월 5일 |      |

## 사운드트랙
| #  | 제목                  | 작사           | 작곡           | 편곡 | 재생 시간 |
| -- | --------------------- | -------------- | -------------- | ---- | --------- |
| 1. | 〈I got you〉         | 박세준, 조은해 | 박세준, 우지훈 |      |           |
| 2. | 〈I got you〉 (Inst.) |                | 박세준, 우지훈 |      |           |

| #  | 제목             | 작사           | 작곡           | 편곡 | 재생 시간 |
| -- | ---------------- | -------------- | -------------- | ---- | --------- |
| 1. | 〈좋아〉         | 우지훈, 박세준 | 우지훈, 박세준 |      |           |
| 2. | 〈좋아〉 (Inst.) |                | 우지훈, 박세준 |      |           |